# Francis Elliott Drouet
Pour les articles homonymes, voir Drouet.
Francis Elliott Drouet (Philadelphie, 1er mars 1907 - 1982) est un phycologue américain.

## Biographie
Après avoir obtenu le titre de docteur à l'Université de Missouri en 1931, F. Drouet y resta comme assistant à l'herbier jusqu'en 1935 où il fut engagé pour une mission d'un an par le gouvernement du Brésil. Il passa alors trois ans comme chercheur à l'Université Yale et occupa ensuite durant 20 ans le poste de curateur de l'herbier cryptogamique au Musée d'histoire naturelle de Chicago. De 1958 à 1961, il fut chercheur à l'Université de New Mexico Highlands et professeur à l'Université d'Arizona. Il poursuivit sa carrière comme curateur des collections algologiques de l'Académie des Sciences naturelles à Philadelphie jusqu'à sa retraite en 1975.
Il est connu principalement pour ses révisions taxonomiques de plusieurs familles de Cyanobacteria. Il s'est également intéressé aux Myxophycées. Ses collections sont déposées au département de botanique du Smithsonian Institution.

## Sources
- Reimer C.W.,  Francis E. Drouet (1907-1982), in : Cryptogamie-Algologie, Paris, 1983, vol. 4, no 3/4, p. 227-232. ill. (inclut une notice biographique et une liste de publications).
- Smithsonian Institution receives the Francis Drouet Cyanophyta Collection, in : Taxon, 1984, 33(1), p. 160.